# Прилепски партизански отряд „Гоце Делчев“
Прилепски народоосвободителен партизански отряд „Гоце Делчев“ е комунистическа партизанска единица във Вардарска Македония, участвала в така наречената Народоосвободителна войска на Македония. Официалната историография в Република Македония приема, че отрядът започва „Народоосвободителното въстание в Македония“.

## Дейност
Съставен е на връх Червената стена на 11 октомври 1941 година от 39 бойци от Прилеп. Същия ден отрядът се поделя на три групи и напада българското полицейско управление в града с цел да подпомогне бягството на трима нелегални арестувани преди това. При нападението е убит български стражар и двама други са ранени, но акцията е неуспешна. Полицията скоро залавя част от нападателите в Прилеп и Битоля, като след съд са интернирани в България. Вера Ацева и Ставри Филипов минават в нелегалност. По-късно извършва нападение и над пощата и прекъсва телеграфски стълбове. На 15 октомври в местността Попова нива в Селичката планина към отряда се присъединява прилепската партизанска чета. На 8 ноември влиза в село Цареви и одържа партизански митинг сред местното население. Поради зимните условия отряда се разформира на 25 декември в пещерите край Кадин камен в планината Козяк. Партизаните се разпръскват в Прилеп, Битоля, Преспанско, Скопие и Кавадарци, за да извършват нелегална дейност.

## Дейци
- Трайко Божков – политически комисар
- Мице Козароски, комисар по изхранването
- Пецо Кръстески, заместник-комисар
- Йоска Йордановски
- Кирил Кръстевски
- Благоя Корубин
- Стефан Базерковски
- Ордан Михайловски